# クアハウス
クアハウス（kurhaus）とは、ドイツ語で療養の家を意味し、温泉を利用した療養、保養、健康増進施設をさす。厚生労働省では温泉利用型健康増進施設と呼ばれている。英語に直訳するとキュア・ハウス（Cure-house）となる。
日本でも、療養目的を主眼に置いた温泉施設に対してクアハウスの呼称が用いられるが、単にサウナ、健康ランドがクアハウスと呼ばれることも多い。しかし、温泉だけでなく、運動など様々な方法が取り入れられている。古くからあった湯治に現代医学を取り入れている。バブル期には数多く存在していたが、その後は減少傾向にある。